# Алагирское городское поселение
Алаги́рское городско́е поселе́ние — муниципальное образование в Алагирском районе Республики Северная Осетия—Алания Российской Федерации.
Административный центр — город Алагир.

## История
Статус и границы городского поселения установлены Законом Республики Северная Осетия-Алания от 3 июля 2018 года № 11-рз «Об установлении границ муниципального образования Алагирский район, наделении его статусом муниципального района, образовании в его составе муниципальных образований - городского и сельских поселений и установлении их границ»

## Население
| 2010    | 2011    | 2012    | 2013    | 2014    | 2015    | 2016    |
| ------- | ------- | ------- | ------- | ------- | ------- | ------- |
| 20 949  | ↗20 966 | ↘20 709 | ↘20 575 | ↘20 399 | ↘20 270 | ↘20 211 |
| 2017    | 2018    | 2019    | 2020    | 2021    | 2023    | 2024    |
| ↘20 133 | ↘20 043 | ↘20 013 | ↘19 940 | ↗21 700 | ↘21 462 | ↘21 403 |
| 2025    |         |         |         |         |         |         |
| ↘21 402 |         |         |         |         |         |         |

## Состав городского поселения
| № | Населённый пункт | Тип населённого пункта        | Население |
| - | ---------------- | ----------------------------- | --------- |
| 1 | Алагир           | город, административный центр | ↘21 253   |
| 2 | Тамиск           | посёлок                       |           |
| 3 | Цементный        | посёлок                       |           |